# Cultura de la inmediatez
La cultura de la inmediatez es un término utilizado para designar uno de los aspectos culturales dentro del marco de la modernidad tardía. Esta cultura de la inmediatez se ha ido formando a partir de la revolución digital, promovida por las nuevas Tecnologías de la Información y Comunicación (TIC), entre otros factores. Como consecuencia de la rapidez y satisfacción instantánea, se han desarrollado en los usuarios varias conductas sociales como la hiperconectividad tecnológica y el deseo constante de gratificación momentánea

## Historia
El progreso tecnológico ha producido un amplio abanico de consecuencias positivas y negativas. Por un lado tenemos ordenadores más rápidos, coches más eficientes en el consumo de combustible, cirugía menos invasiva, antibióticos más potentes, entre otros. Por otro lado, se ha incrementado el cambio climático debido a la emisión de gases de efecto invernadero, así como los peligros para la salud derivados de alimentos transgénicos, letales efectos secundarios de productos farmacéuticos legalmente aprobados, entre otros.
Antes de la década de los 70, el trabajo manual todavía era un componente mayoritario de casi todas las profesiones y oficios, desde el funcionamiento de las plantas de fabricación hasta la clasificación y el archivo de documentos administrativos. Todos estos procesos eran abundantes en mano de obra y, por lo tanto, consumían una cantidad considerable de tiempo y esfuerzo que actualmente ha disminuido gracias a la eficiencia de las máquinas y la tecnología que se han incorporado a muchos de los puestos de trabajo actuales.
Según la ley de Moore, la capacidad informática se ha duplicado cada dos años desde 1970. Esta capacidad informática se ha puesto a disposición de casi todo el mundo industrializada en forma de ordenadores de escritorio o portátiles, teléfonos móviles, tabletas o robots inteligentes. Como resultado, casi todas nuestras acciones diarias parecen tener resultados inmediatos. Podemos encontrar cualquier tipo de información en Internet en cuestión de segundos, chatear en tiempo real con un amigo ubicado en otro continente e incluso pagar con nuestras tarjetas de crédito en un dispositivo móvil. Y podemos hacer muchas de estas acciones prácticamente al mismo tiempo. Hace 45 años, lo que se ha nombrado anteriormente habría llevado días de investigación bibliotecaria, semanas de correspondencia transcontinental y media hora de espera en la ventana del cajero del banco.

## Consecuencias

### Gratificación instantánea
Psicológicamente, la gratificación instantánea es el deseo de experimentar placer o satisfacción sin demora ni aplazamiento. Muchas veces, la obtención instantánea de un objetivo genera un sentimiento de rechazo hacia el esfuerzo y el trabajo dedicado y minucioso para obtener un resultado que se puede adquirir en cuestión de segundos. Todo esto genera el desarrollo de la impaciencia social, sumado al deseo innato de obtener lo que queremos en el momento exacto que lo queremos.
En la mayoría de los modelos psicológicos, se cree que los seres humanos actúan sobre el "principio del placer". El principio del placer es básicamente la fuerza impulsora que obliga a los seres humanos a satisfacer sus necesidades, deseos y urgencias. Estas necesidades, deseos y urgencias pueden ser tan básicos como la necesidad de respirar, comer o beber; e igualmente tan complejos como la "necesidad" de un iPhone 8 o de otro nuevo y genial producto.
Si no se consigue la realización de esta necesidad, la respuesta psicológica es la tensión o la ansiedad.
La gratificación instantánea es alimentada por los dispositivos que conforman las nuevas tecnologías de la información y la comunicación. Obtenemos comentarios instantáneos a través de nuestros dispositivos porque nos acostumbramos a estar constantemente conectados. Los medios de comunicación social nos ofrecen la posibilidad instantánea de subir vídeos, fotos y actualizaciones de estado. Respondemos en tiempo real a correos electrónicos y tuits ya que hemos desarrollado la necesidad de responder inmediatamente a cualquier notificación. Como nuestros dispositivos son omnipresentes, nuestra conexión es constante. Se requiere muy poca paciencia, incluso usualmente se espera que el crecimiento de una empresa (un fenómeno que se considera gradual) pase de la noche a la mañana, igual que pasaría con la explosión viral de un vídeo de YouTube.
En cuanto a la tendencia humana de querer conseguir esta gratificación, los agentes de marketing digital pueden suplirla de manera eficaz. La gran forma de dar gratificación instantánea al público es proporcionar algo inmediato. Sin embargo, la aplicación real de esto dependerá del negocio en cuestión.
Además, el deseo de gratificación instantánea no se para cuando el cliente obtiene algo. En otras palabras: <<La gratificación instantánea genera una gratificación instantánea>>. Esto es, una vez que se proporciona algún nivel de satisfacción instantánea, el público espera esta misma respuesta instantánea en futuras interacciones. Sin embargo, los expertos advierten que la gratificación instantánea tiene un precio: Nos estamos volviendo cada vez más impacientes.

### Hiperconectividad y multicanalidad
La hiperconectividad y multicanalidad se han convertido en la nueva comunicación y los ejes y canales de esta comunicación serán las aplicaciones y herramientas tecnológicas que utilizamos para gestionar, no solo la incalculable información que creamos y compartimos, sino también las comunidades que conforman nuestra sociedad.
Según el diario El Mundo,[cita requerida] en 2020  habrá más de 50 000 millones de dispositivos conectados al mundo y, según datos del Informe sobre el Estado de las aplicaciones móviles en España, hay 28 millones de usuarios activos que realizan 38 millones de descargas diarias. El 30 % a través de teléfonos inteligentes y el 24 % a través de tabletas.